# بوصير مشرقي
البوصير المشرقي (باللاتينية: Verbascum orientale) نوع نباتي يتبع جنس البوصير من الفصيلة الغدبية.

## الموئل والانتشار
موطنه بلاد الشام (بما فيها الأقاليم السورية الشمالية) وتركيا وقبرص وأرمينيا واليونان وبلغاريا وكرواتيا.

## مرادفات للاسم العلمي
- (باللاتينية: Celsia orientalis L.)
- (باللاتينية: Verbascum elegans Salisb.)